# Groß Wokern
Groß Wokern es un municipio situado en el distrito de Rostock, en el estado federado de Mecklemburgo-Pomerania Occidental (Alemania), a una altura de 54 metros. Su población a finales de 2016 era de 1000 habs. y su densidad poblacional, 47 hab/km².
Se encuentra a pocos kilómetros al norte de la frontera con el distrito de Llanura Lacustre Mecklemburguesa.